# Menthylisovalerat
Menthylisovalerat ist ein Ester aus Menthol und Isovaleriansäure.

## Vorkommen

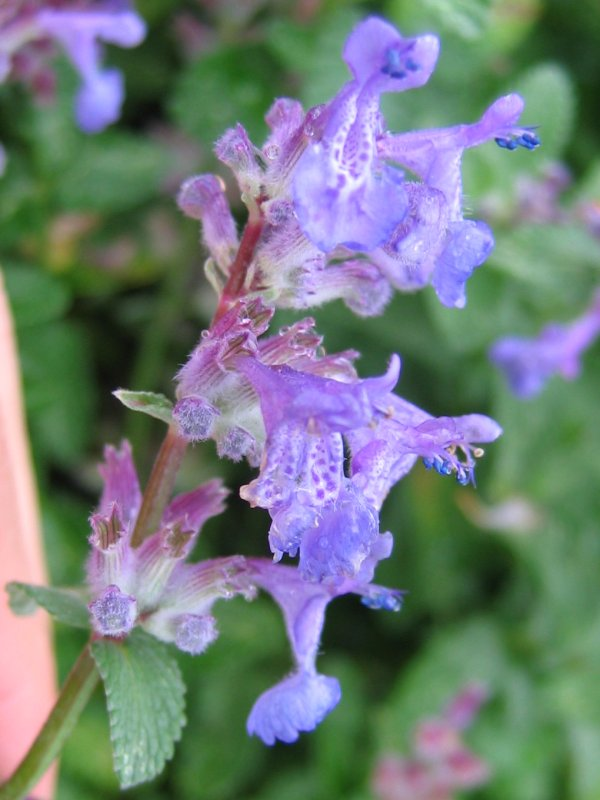
Traubenkatzenminze (Nepeta mussini)

Menthylisovalerat kommt natürlich im Krautöl von Nepeta mussini sowie verschiedenen Pfefferminzölen (z. B. Pfefferminze und Kornminze sowie Muskatnuss) vor.

## Gewinnung und Darstellung
Die säurekatalysierte Veresterung von Menthol mit Isovaleriansäure bei etwa 100 °C liefert Menthylisovalerat.

## Eigenschaften
Menthylisovalerat ist eine klare farblose Flüssigkeit mit brennend bitterem Geschmack. Sie zersetzt sich bei Kontakt mit Basen.

## Verwendung
Menthylisovalerat wird als Aromastoff verwendet. Es wird unter den Namen Validol und Anti-Stress VL als diätisches Lebensmittel und Anxiolytikum angeboten. Je nach Herstellung enthält dieses etwa 50 % Menthylisovalerat, 15 bis 40 % Menthol sowie weitere Ester der Isovaleriansäure und Mentholverbindungen. Über pharmakologische Wirkungen der Verbindungen liegen jedoch zurzeit keine Informationen vor. Das Produkt STRESS STOP, das VALIDOL und ANTI STRESS VL entspricht, hat das Verwaltungsgericht Berlin als zulassungspflichtiges Novel-Food eingestuft und dem Importeur / Hersteller den Vertrieb in Deutschland am 14. März 2018 rechtskräftig untersagt. Das Landgericht Hamburg untersagte am 7. Mai 2018 den Vertrieb von ANTI STRESS VL als Arzneimittel ohne Zulassung.